# George Silk
George Silk (Levin, 17 novembre 1916 – Norwalk, 23 ottobre 2004) è stato un giornalista e fotografo neozelandese naturalizzato statunitense, noto per i suoi reportage fotografici sulla seconda guerra mondiale e sulle manifestazioni sportive internazionali.

## Biografia
Nato in una cittadina neozelandese poco a nord di Wellington, cominciò a lavorare in un negozio di fotografia già da ragazzo.
Venne ingaggiato nel 1939 dal governo australiano, appena iniziata la seconda guerra mondiale, come fotografo di guerra. Fu attivo su molti fronti, tra cui quello italiano, quello francese del 1944-'45, quello pacifico e quello medio-orientale. Era presente in alcuni momenti decisivi nel pacifico e si trovò con le forze armate statunitensi durante la "battaglia della Bolgia", venendo anche ferito da una granata. Fu anche il primo a scattare una foto della città di Nagasaki rasa al suolo dal relativo bombardamento atomico del 9 agosto 1945. Dopo la guerra si trasferì negli Stati Uniti, diventandone cittadino a pieno titolo.
Ottenne diversi riconoscimenti (come l'inserimento nel 1961 tra i 50 migliori americani per meriti sul campo da parte dell'American Academy of Achievement) e le sue fotografie sono state inserite in molte mostre di fama internazionale, tra cui la The Family of Man di Edward Steichen, e pubblicate sul magazine Life, ottenendo anche buona visibilità internazionale in alcune occasioni: è il caso della sequenza di scatti fatta nel luglio 1956 all'altista svedese Gunhild Larking.

Dopo la chiusura di Life nel 1972, si ritirò dall'attività. Morì nel 2004.

Galleria d'immagini
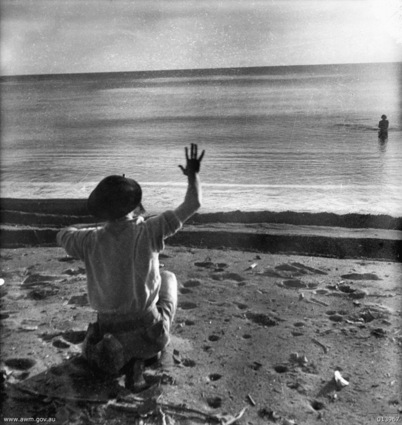
Soldato australiano sulla battigia che mostra con dei segni a un soldato giapponese in mare come arrendersi, alzando le mani, nel dicembre 1942. In quell'occasione 4 soldati giapponesi si rifugiarono in mare dopo essere stati raggiunti dagli alleati: 3 di essi furono fucilati, ma uno tornò a riva sembrando di volersi arrendere, per poi farsi esplodere con una granata.
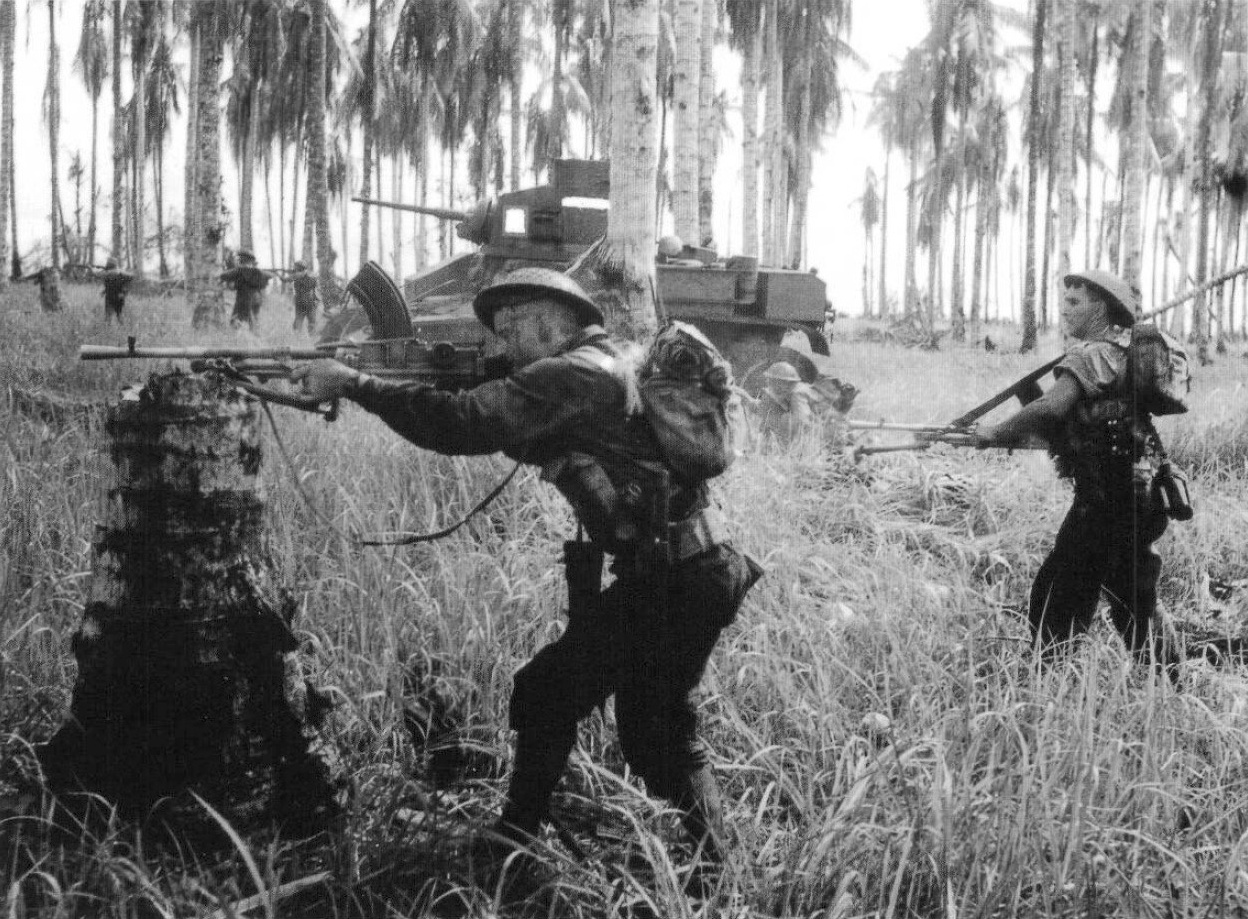
Assalto di soldati australiani e neozelandesi contro postazioni giapponesi in Papua, gennaio 1943.
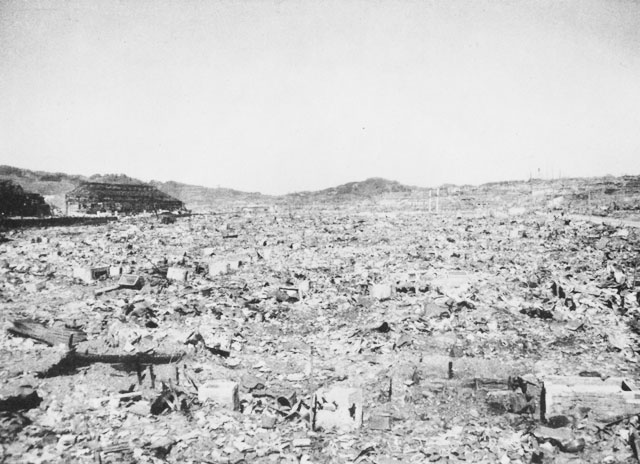
La città di Nagasaki subito dopo essere stata rasa al suolo dal relativo bombardamento atomico, agosto 1945. Silk fu il primo a fotografare l'effetto della bomba atomica sulla città.
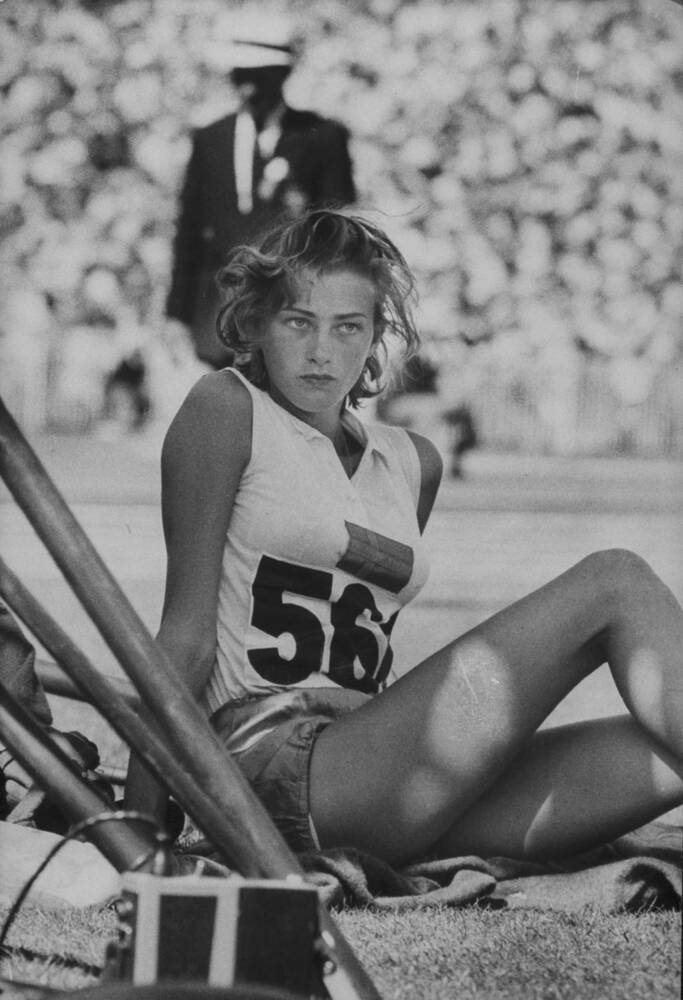
L'altista svedese Gunhild Larking alle olimpiadi del 1956 a Melbourne in Australia, in uno scatto che diverrà abbastanza noto a livello internazionale grazie alla sua pubblicazione su Life, tanto che l'artista svedese verrà spesso contattata per lavorare da modella.